# Les Nouveaux sanctuaires
Les Nouveaux sanctuaires est une série documentaire en 12 épisodes de 26 minutes, produite par Télé Images Nature et diffusée à partir du 20 décembre 1999 sur La Cinquième.

## Synopsis
Cette série propose de découvrir les plus beaux sites naturels de notre planète classés au patrimoine mondial de l'humanité par l'Unesco. Elle raconte l'histoire de la Terre lorsqu'elle était encore intacte et révèle des trésors uniques, souvent inaccessibles. Chaque épisode se concentre sur un parc, où vit un grand nombre d'espèces animales aujourd'hui protégées.

## Épisodes
| Épisode | Titre                             | Première diffusion |
| ------- | --------------------------------- | ------------------ |
| 1       | Sangay, Équateur                  | 20 décembre 1999   |
| 2       | Royal Chitwan, Népal              | 21 décembre 1999   |
| 3       | Mana Pools, Zimbabwe              | 22 décembre 1999   |
| 4       | Great Smoky Mountains, États-Unis | 23 décembre 1999   |
| 5       | Baie Shark, Australie             | 27 décembre 1999   |
| 6       | Canaima, Venezuela                | 28 décembre 1999   |
| 7       | Ngorongoro, Tanzanie              | 29 décembre 1999   |
| 8       | El Vizcaíno, Mexique              | 30 décembre 1999   |
| 9       | Barrière de corail, Belize        | 17 avril 2000      |
| 10      | Tasmanie, Australie               | 18 avril 2000      |
| 11      | Huai Kha Khaeng, Thaïlande        | 19 avril 2000      |
| 12      | Gros-Morne, Canada                | 20 avril 2000      |

## Fiche technique
- Auteur : Frédéric Lepage
- Réalisateur : René-Jean Bouyer
- Musique : Carolin Petit
- Narrateur : Jean-Claude Durand
- Durée : 12 x 26 minutes
- Année de production : 1999
- Sociétés de production : La Cinquième, Télé Images Nature

## Vidéo
La série documentaire est sortie en 2000 en coffret quatre vidéocassettes, sous le titre Merveilles de la nature.